# Młot hydrauliczny
Młot hydrauliczny – typ młota kafarowego, w którym do napędu bijaka wykorzystuje się energię ciśnienia oleju hydraulicznego. Głównym obszarem zastosowania jest wyburzanie budowli, wykuwaniu, usuwanie nawierzchni drogowych oraz pozyskiwanie materiałów w kopalniach odkrywkowych (np. kruszyw).
Młoty hydrauliczne wykorzystuje się jako osprzęt współpracujący z maszynami budowlanymi (koparkami kołowymi i gąsienicowymi, minikoparkami i mini-ładowarkami) lub jako urządzenia obsługiwane ręcznie. Olej hydrauliczny dostarczany jest z instalacji hydraulicznej, zabudowanej na maszynie budowlanej przystosowanej do ich obsługi lub z zewnętrznego zasilacza hydraulicznego.
Zasada działania: olej wprowadzany do młota pod ciśnieniem przepływa przez tzw. akumulator, który jest stalowym blokiem posiadającym w środku wytoczone ścieżki, którymi płynie olej. Dalej olej wprawia w ruch pewien rodzaj tłoka, zwanego bijakiem, który znów uderza w grot młota. Gaz którym wypełnione są komory młota powodują efekt powrotu bijaka i kolejny etap uderzenia. Tryb i poszczególne etapy pracy zachodzącej w młocie przypominają trochę pracę silnika. Tak jak i tam, kolejne etapy jego pracy są określane jako suwy.
Serce młota najczęściej jest skręcone czterema śrubami, tzw. szpilkami, całość jest zamknięta w obudowie. W młotach zastosowane mogą być poduszki ze specjalnego rodzaju gumy, zamontowane w dolnej i górnej części młota. Poduszki amortyzują niekorzystne skutki uderzenia młota i mają zapobiegać nadmiernemu generowaniu hałasu.